# Jorge Bernal (presentador de televisión)
Jorge Daniel Bernal (Habana, 10 de noviembre de 1975) es un presentador de televisión de procedencia cubana.

## Carrera
Bernal es mayormente conocido por presentar el programa estadounidense La Voz Kids (2013, 2014, 2015, 2016) y el programa de Telemundo / NBC Universal Suelta La Sopa (2013 - 2021).Actualmente es el conductor del programa de entretenimiento Dimelo Ya! junto a Clarissa Molina y Karina Banda, que se transmite por la cadena TelevisaUnivision y su plataforma de streaming digital, Vix.

## Vida personal
Bernal está casado con Karla Birbragher desde el 27 de febrero de 2014. Tienen dos niños, Lucas Daniel Bernal y Kylie Rose Bernal.